# Catello Cimmino
Catello Cimmino detto Lello (Castellammare di Stabia, 12 dicembre 1965) è un ex calciatore italiano, di ruolo difensore.

## Carriera
Cresciuto nelle giovanili del Milan, con cui ha vinto una Coppa Italia Primavera, Cimmino è passato in prima squadra nel 1983, giocando 3 partite in Serie A.
Dopo aver trascorso la stagione 1984-1985 senza disputare partite ufficiali, nell'estate del 1985 è passato all'Ascoli in Serie B, ricoprendo il ruolo di titolare e guadagnando la promozione in Serie A. A fine stagione venne inserito come pedina di scambio, insieme a Stefano Borgonovo, nell'affare per portare Gianluca Viallli in rossonero, ma la trattativa sfumò per il rifiuto dell'attaccante sampdoriano. Rimasto al Milan, nel mese di ottobre 1986 tornò ad Ascoli, dove un brutto infortunio causato da uno scontro con Franco Baresi durante la partita Ascoli-Milan lo tenne lontano dei campi di gioco per il resto del campionato, finito quindi con 9 presenze all'attivo.
Nel 1987 si è trasferito nel Como scendendo in campo in massima serie in altre 10 occasioni. A Como è rimasto per 3 stagioni, ma dopo la doppia retrocessione dei lariani dalla Serie A alla Serie C1 ha deciso di lasciare la squadra lombarda e rimanere in Serie B firmando per l'Avellino.
Rientrato al Milan nell'estate del 1991 (solo amichevoli) è bloccato nuovamente da infortuni.
Ha concluso la carriera nei professionisti nel 1993 all'Ischia Isolaverde in Serie C1.
Dopo un paio di stagioni nei campionati dilettantistici delle Marche si lega alla Sambenedettese dove smette i panni di calciatore per intraprendere la carriera di dirigente.

## Dopo il ritiro
Dopo il ritiro dal calcio giocato, Cimmino è stato team manager della Sambenedettese e responsabile del settore giovanile dell'Ascoli.
Dal 2009 è osservatore per il settore giovanile della Sambenedettese.

## Palmarès

### Competizioni giovanili
- Coppa Italia Primavera: 1

Milan: 1984-1985

### Competizioni nazionali
- Campionato italiano di Serie B: 1

Ascoli: 1985-1986

### Competizioni internazionali
- Coppa Mitropa: 1

Ascoli: 1986-1987